# 富士宮市立白糸小学校
富士宮市立白糸小学校（ふじのみやしりつ しらいとしょうがっこう）は、静岡県富士宮市にある公立小学校。内野区・原区・半野区・狩宿区の避難所に指定されている。

## 概要
- 東に富士山、西に天子山系を望み、南には駿河湾を一望、北は酪農地帯から朝霧高原へと続く立地にある。校内には清流・芝川から引いた用水が流れ、シンボルとなる水車も設置されている。

- 海抜: 520.35m
- 学校規模: 校地面積 16,736㎡、運動場面積: 7,980㎡

## 通学区域
内野区、狩宿区、半野区、原区